# 第十九号型掃海艇
| 第十九号掃海艇         | 第十九号掃海艇                                                                    |
| ---------------------- | --------------------------------------------------------------------------------- |
| 第29号掃海艇           |                                                                                   |
| 艦級概観               |                                                                                   |
| 艦種                   | 掃海艇                                                                            |
| 艦名                   |                                                                                   |
| 前級                   | 第七号型                                                                          |
| 次級                   | なし                                                                              |
| 性能諸元（新造計画値） |                                                                                   |
| 排水量                 | 基準：648トン                                                                     |
| 全長                   | 72.50m（水線長:67.30m）                                                           |
| 全幅                   | 7.85m                                                                             |
| 吃水                   | 2.61m                                                                             |
| 機関                   | ロ号艦本式缶・石炭重油混焼 2基 艦本式オールギヤードタービン 2基 2軸推進 3,850馬力 |
| 燃料                   | 石炭 105t 重油 40t                                                                |
| 速力                   | 20.0ノット                                                                        |
| 航続距離               | 14ノットで2,000海里                                                               |
| 乗員                   | 105名                                                                             |
| 兵装                   | 45口径十一年式12cm単装砲 3基 25mm機銃 連装1基 爆雷36個 大掃海具                   |
| 同型艦                 | 計画70隻、うち就役17隻                                                            |

第十九号型掃海艇 （だいじゅうきゅうごうがたそうかいてい）は大日本帝国海軍の掃海艇。同型艇17隻。

## 概要
④計画で6隻とマル急計画で28隻、更に改⑤計画では36隻が計画された。艦型は先の第七号型と大きく違わないが、主砲は12cmM型砲3門に変更された。他国の掃海艇と比べて砲戦能力が大きく、そのため沿岸哨戒用として駆逐艦の代用を意図していたという説もある。また爆雷も装備し汎用性があったため、竣工後は船団護衛に多く使用されている。
1番艇の第19号は1941年5月に竣工、その後1944年までに④計画の6隻、マル急計画の11隻の計17隻が竣工した。改⑤計画の艇は全て建造取り止めとなった。竣工17隻のうち戦没した艇は15隻に上った。

### 変遷
マル急計画艦となる第25号からは戦時急造の簡易化がなされダブルカーブ型から直線型の艦首に変更になった。機銃座も設置の際も後に丸型から角形とするなどの簡易化が図られた。しかし全体では海防艦のような徹底した簡易化はされなかった。
他の日本海軍艦艇と同様に大戦中は電探の装備と機銃の増備がなされた。電探は艦橋後部に台座を設け、対水上用の22号1基を装備した。おそらく1943年（昭和18年）後期完成艦から装備されたと推定される。機銃は艦橋前に機銃座を新設し、また3番砲を撤去してそれぞれに25mm連装を1基ずつ増備した。その他単装機銃も3挺ほど追加された。
竣工後は船団護衛に従事することが多かったが、航続距離の短さが問題となりバラストタンクの一部を改造して重油タンクにしたと言われている。

## 同型艦
竣工日（建造所）。喪失日と喪失原因（喪失場所）、もしくは戦後の状況。
第十九号掃海艇
1941年5月31日竣工（石川島）。1941年12月10日、おそらくB-17の爆撃で大破擱座（ルソン島アパリ）。
第二十号掃海艇
1941年12月15日竣工（石川島）。1945年5月5日米潜「トレパン」の攻撃（黄海南部）。
第二十一号掃海艇
1941年6月30日竣工（播磨）。青島で終戦、1945年12月1日舞鶴地方復員局所管の特別輸送艦に指定され復員輸送に従事。1945年12月20日「掃第二十一号」と改称。1947年10月1日アメリカに引き渡し（青島）。
第二十二号掃海艇
1942年7月31日竣工（石川島）。1944年11月11日航空攻撃（パラオ）。
第二十三号掃海艇
1943年3月31日竣工（石川島）。大湊で終戦、1945年12月1日大湊地方復員局所管の掃海艦に指定され掃海作業に従事、1945年12月20日「掃第二十三号」と改称。1946年9月1日特別輸送艦に指定。1947年10月3日ソ連に引き渡し（ナホトカ）。
第二十四号掃海艇
1943年1月25日竣工（播磨）。1945年7月15日航空攻撃（大門崎付近）
第二十五号掃海艇
1943年4月30日竣工（呉工廠）。1944年7月4日航空攻撃（父島）
第二十六号掃海艇
1943年3月31日竣工（三菱横浜）。1944年2月17日航空攻撃（ラバウル）
第二十七号掃海艇
1943年7月31日竣工（播磨）。1945年7月10日米潜「ランナー」の攻撃（岩手県魹崎沖）
第二十八号掃海艇
1943年8月29日竣工（呉工廠）。1944年8月29日米潜「ジャック」の攻撃（インドネシア・メナド北西）
第二十九号掃海艇
1943年10月22日竣工（石川島）。1945年5月7日触雷（下関彦島燈台付近）
第三十号掃海艇
1944年2月5日竣工（石川島）。1944年11月11日航空攻撃（オルモック湾）
第三十三号掃海艇
1943年7月31日竣工（三菱横浜）。1945年8月9日航空攻撃（女川）
第三十四号掃海艇
1944年5月29日竣工（石川島）。1945年5月21日米潜「チャブ」の攻撃（ジャワ海）
第三十八号掃海艇
1944年6月10日竣工（藤永田）。1944年11月19日米潜「アトゥル」の攻撃（高雄沖）
第三十九号掃海艇
1944年5月27日竣工（播磨）。1945年7月20日米潜「スレッドフィン」の攻撃（済州島付近）
第四十一号掃海艇
1944年7月17日竣工（藤永田）。1945年4月25日米潜「コッド」の攻撃（台湾北方）